# 시미즈 노리히사
시미즈 노리히사(일본어: 清水 範久, 1976년 10월 4일 ~ )는 일본의 전 축구 선수이다.

## 구단 경력
과거 주빌로 이와타, 콘사돌레 삿포로, 요코하마 F. 마리노스, 아비스파 후쿠오카에서 활동하였다.